# Liste der Biografien/Kocy
Liste der Biografien |
Portal Biografien |
Personensuche
# |
A |
B |
C |
D |
E |
F |
G |
H |
I |
J |
K |
L |
M |
N |
O |
P |
Q |
R |
S |
T |
U |
V |
W |
X |
Y |
Z |
?
 
Ka |
Kb |
Kc |
Kd |
Ke |
Kf |
Kg |
Kh |
Ki |
Kj |
Kl |
Km |
Kn |
Ko |
Kp |
Kr |
Ks |
Kt |
Ku |
Kv |
Kw |
Ky |
Kx |
Kz
 
Koa |
Kob |
Koc |
Kod |
Koe |
Kof |
Kog |
Koh |
Koi |
Koj |
Kok |
Kol |
Kom |
Kon |
Koo |
Kop |
Kor |
Kos |
Kot |
Kou |
Kov |
Kow |
Kox |
Koy |
Koz
 
Vorlage:Liste der Biografien/Koc
Die Liste der Biografien führt alle Personen auf, die in der deutschsprachigen Wikipedia einen Artikel haben. Dieses ist eine Teilliste mit 6 Einträgen von Personen, deren Namen mit den Buchstaben „Kocy“ beginnt.

## Kocy

### Kocya
- Kocyan, Andrzej (1937–1972), polnischer Skispringer
- Kocyan, Józef (* 1946), polnischer Skispringer

### Kocyi
- Koçyiğit, Hülya (* 1947), türkische SchauspielerinHülya Koçyiğit (* 1947)

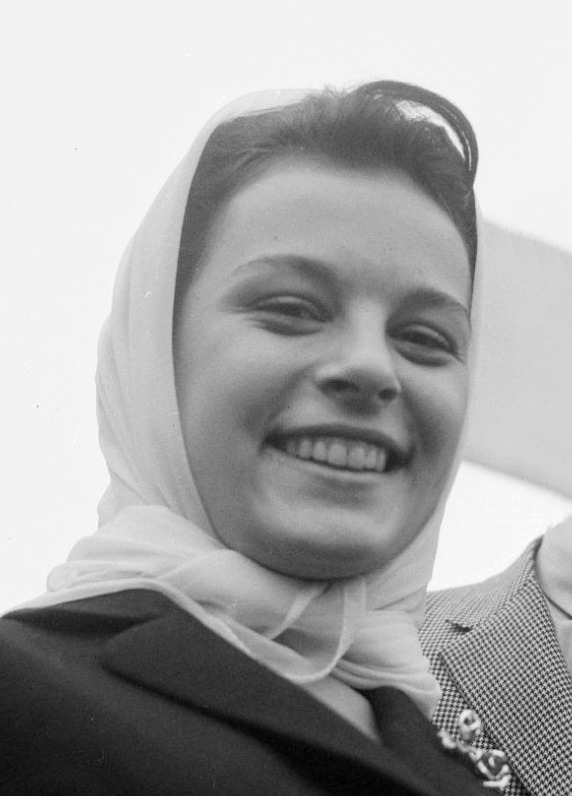
Hülya Koçyiğit (* 1947)

- Kocyigit, Mustafa (* 2001), österreichischer Fußballspieler

### Kocyl
- Kocyla, Peter (* 1978), deutscher Autor
- Kocylovskyj, Josaphat (1876–1947), ukrainischer Basilianermönch, Seliger